# الویزاو، مسویان ویوودشیپ
الویزاو، مسویان ویوودشیپ (به لاتین: Alojzów, Masovian Voivodeship) یک منطقهٔ مسکونی در لهستان است که در Gmina Iłża واقع شده‌است.

## خصوصیات
الویزاو ۱۶۱ نفر جمعیت دارد.